# A protestáns etika és a kapitalizmus szelleme

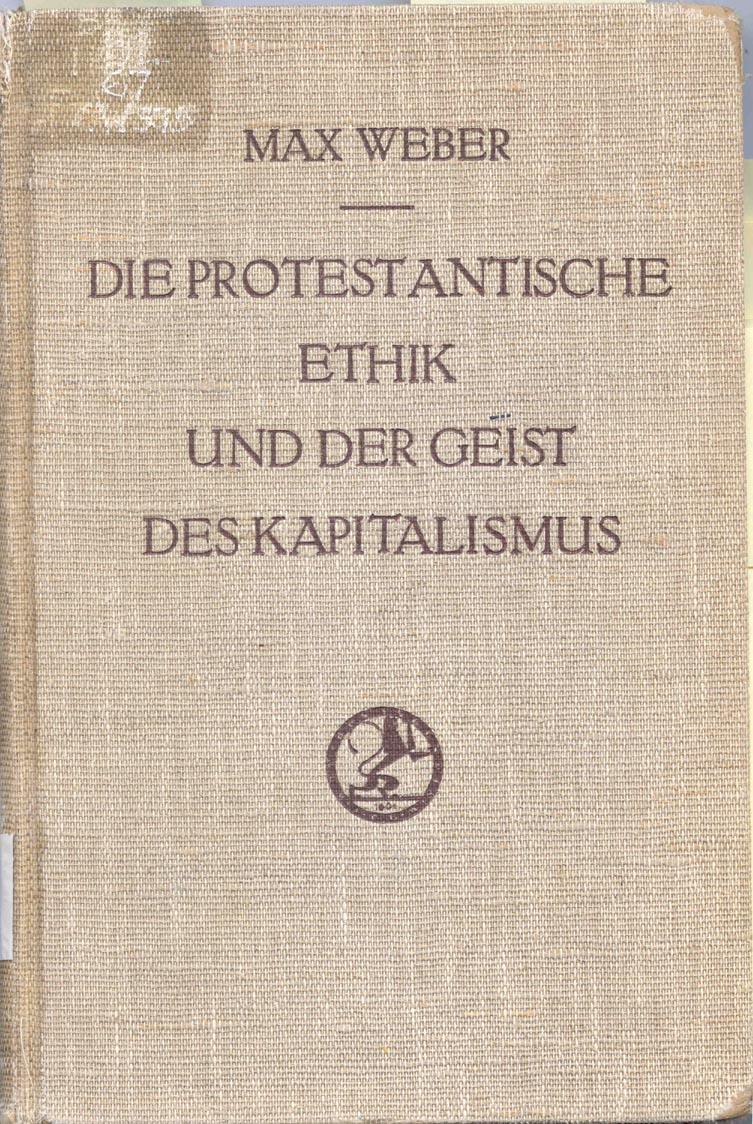
Az eredeti címlap

A protestáns etika és a kapitalizmus szelleme (eredeti címe Die protestantische Ethik und der Geist des Kapitalismus) Max Weber német közgazdász és szociológus egyik leghíresebb műve, amelyet 1904-ben és 1905-ben írt. Az általa használt fogalmakat konkrét történeti összefüggéseikből vezeti le. Weber hipotézise szerint a protestáns hivatásetika (mások mellett) fontos szerepet játszott a kapitalista gazdasági rendszer kialakulásában.

## A protestáns etika
Weber a protestáns egyházak közül a kálvinizmust tartotta a legmeghatározóbbnak elemzése szempontjából. A kálvini dogmák szerint mindenki csak az örök halálra szolgálhat rá, ha csak Isten másként nem határozott. De az, hogy kiválasztott-e, az csak a hívő halála után válik el. A világ arra rendeltetett, hogy Isten dicsőségét szolgáljuk, a kiválasztott hívő pedig arra, hogy részt vegyen Isten evilági dicsőségének gyarapításában. Tartsd hát magad kiválasztottnak, hiszen a kétely a hit elégtelenségének bizonyítéka. A fáradhatatlan hivatalvégzés pedig elűzi a kételyt, és Isten dicsőségére szolgál.
A római katolikus egyház tanítása hagyományosan nagyobb közönyt mutat a földi javakkal szemben, és jobban a túlvilág felé orientált, mint a protestáns egyházak. Megmutatkozik ez abban a katolikus eszményben is, mely a vallási jámborságot a világtól való idegenséggel asszociálja. A protestantizmus ehhez képest a mindennapok vallása. Míg a katolikusoknál a bűnt megbánás, majd a gyónás követi, így végül a hívőnek megbocsáttatik, addig a kegyelmi állapotban lévő protestáns élete racionális keretek között zajlik. Az a gondolat, hogy a rendszeres és módszeres munka megvéd a kísértéstől, az időfecsérlés pedig bűn, elvezetett a hivatás gondolatán alapuló racionális életvezetés elterjedéséhez, ami végső soron a kapitalizmus kialakulását segítette elő.

## A kapitalizmus szelleme
Webernek először azt az alternatív magyarázatot kellett kizárnia, hogy a tőkés kapitalizmusnak megfelelő kollektív gondolkodási sémák megjelenése nem oka, hanem következménye a gazdasági fejlődésnek. Ha ez a második gondolatmenet igaz, akkor ez a bizonyos szellem nem volna más, mint valamiféle üzleti kis „káté”, olyan melyben összefoglaltatnak a formálódó kapitalista rendszer egyénre vonatkozó tapasztalatai. Egyféle üzleti bölcsességek gyűjteménye lenne, olyan viselkedési formák együttese, melyek – a tapasztalat során – mint legcélravezetőbbek kiszelektálódtak. Olyanok, amilyenek Benjamin Franklin 18. század közepén írt életvezetési tanácsai voltak. Ez utóbbi vélemény természetesen közel áll a marxi társadalomelmélethez, amennyiben a gazdasági alap (a formálódó kapitalizmus) életre hívja a neki megfelelő ideológiát. A lét határozza meg tehát a tudatot, amely elgondolást Weber „naiv” történelmi materializmusnak nevez. Ezt alátámasztandó Weber kijelenti, hogy a 17. század eleji Új-Angliában már előbb volt „szellem”, mint kapitalizmus, Firenzében ugyanakkor a kapitalista típusú gazdaság nem jár együtt a „szellemmel”.
Weber gondolata így folytatódik: a tőkés típusú gazdaságnak először meg kellett küzdenie azzal a normarendszerrel, amelyet Weber tradicionalizmusnak nevez. Ezt a következő példán át szemlélteti. A darabbér típusú bérezési rendszer a modern gazdaságban egy olyan eszköz, amivel a munkaadó a lehetséges legnagyobb teljesítményre ösztönözheti a munkást. A tradicionális világban a szükségletek kötöttek voltak, a munkásnak, amint elérte a társadalmilag megengedett és elvárt életszínvonalat, megcsappant a motivációja arra, hogy tovább dolgozzon. Azt, hogy a munkás úgy végezze munkáját mint hivatást, magas bérekkel elérni nem lehet – szögezi le Weber. A kapitalista szellemnek tehát ki kellett szorítania a tradicionalista gondolkodásmódot, hogy az új gazdasági rend kialakulhasson. A kapitalizmus szelleme – vonja le a következtetést – szükséges feltétele volt a kapitalizmus kialakulásának. Világos volt Weber előtt az is, hogy a protestáns etika megjelenése csak egy volt a kapitalizmus kialakulása irányába ható erőknek, annak tehát szükséges, de nem elégséges feltétele volt.

## A protestáns etika és a kapitalizmus szelleme
Weber szerint tehát a kapitalizmus szelleme nem egyszerűen üzleti bölcsességek halmaza, hanem etikusan színezett életszabály – ethosz –, etikai mezben fellépő, normákhoz kötött meghatározott életstílus, hivatásbeli kötelesség. A mai tőkés rendszernek persze már nincs szüksége vallásos hatalmak támogatására ahhoz, hogy a pénzszerzést a társadalom tagjai kötelező öncél gyanánt, hivatásként értelmezzék. De látnunk kell, hogy ez a felfogás egykor ellentétes volt egész korszakok erkölcsi gondolkodásával: erkölcsileg aggályos, legfeljebb megtűrt volt, mint például a középkori Firenzében.
A protestáns etika megszabadította a javak szerzését a tradicionalista etika gátlásaitól, úgy rombolta le a nyereségvágy korlátait, hogy nemcsak legalizálta, de egyenesen isteni akaratot látott benne. Fontos persze, hogy a Weber által az irracionális keleti típusú kapitalizmussal szembeállított nyugati kapitalizmus nem csupán felszabadította a szerzési ösztönt, de egyben meg is fékezte azt a fogyasztás korlátozásával, ideális feltételeket teremtve a tőkeképződésnek.
Ma persze, mikor az utilitarista világiasság uralkodik, a győzedelmes kapitalizmusnak már nincs szüksége túlvilági hatalmak erkölcsi támogatására, de a nagy átalakulás beindulásában döntő szerepet játszottak a protestáns eszmék.

## Az elmélet kritikái
James S. Coleman A társadalomelmélet alapjai című művében Weber kapitalizmuselméletének kritikáján keresztül vezeti be a társadalomtudományi magyarázatok logikájáról vallott gondolatait, mely alapjaiban a módszertani individualizmus hagyományaira épít és azt fejleszti tovább.
Coleman szerint a társadalomtudományok feladata a társadalmi jelenségek és nem az egyéni viselkedés vizsgálata. A magyarázat fókuszában a rendszernek magának és nem az őt felépítő egységeknek kell állniuk. Két típusú magyarázat különíthető el, az első a rendszer „felületén” marad: a rendszer szintű jelenségek között von statisztikai összefüggéseket (makroökonómia). A második a belső elemzés, itt a magyarázó faktorokat a rendszer szintje alatt találjuk: ezek lehetnek intézmények, vagy akár a társadalmat alkotó egyének. Coleman javaslata szerint ez utóbbi a legalsó szint, amit a társadalomtudományok bevonnak a magyarázó tényezők közé.
A protestáns etika és a kapitalizmus szelleme egyfelől egy makroszociológiai elméletet vázol fel: az a vallásos etika tehát, ami a protestáns társadalmakat jellemezte, elősegítette a kapitalista gazdasági rendszer kiépülését. Ez egy tipikus rendszer szintű magyarázat. Weber először különböző régiókat hasonlít össze, vizsgálva, hogy vajon a protestáns többségű területek volta-e azok, melyeken először alakult ki kapitalista gazdasági rendszer. Másodszorra pedig a gazdasági rendszerek időbeli vizsgálatán keresztül azt teszteli, hogy hogy vajon a kapitalizmus röviddel követte-e a protestantizmus kialakulását?
De Weber részletesen vizsgálja magát a kálvini doktrínát is, mely morális utasításokat foglal magában követői számára. Ezután megvizsgálja a kapitalista szellemet felhasználva más korok és gazdasági rendszerek példáját kiemelve a különbségeket. Miután ugyanazokat az antitradícionalista elemeket találja meg mindkettőben, arra következtet, hogy a vallásos doktrína terjedése teremtette meg azt megfelelő értékrendszert, mely szükséges feltétele a kapitalizmus megszületésének.
Weber érvelése tehát tulajdonképpen három részre bontható:
1.) A protestáns vallásos doktrína bizonyos értékeket közvetít követői felé
2.) Bizonyos értékek mentén élő emberek hajlamosak bizonyos gazdasági viselkedés felé orientálódni
3.) Bizonyos típusú gazdasági viselkedésmódok elősegítik a kapitalista gazdasági szervezet kialakulását
Így az elmélet tulajdonképpen egy olyan több szintű magyarázat, mely makroszinten indul és ott is végződik, de a kettő között lebukik az egyének szintjére.
Coleman szerint az elemzés gyenge pontja a mikro – makro hatás kifejtésének hiánya: ez az a pont, amikor az egyén válik a független változóvá és a függő változó pedig valamely társadalmi szintű egység – itt a kapitalista gazdasági rendszer maga. Mi az a mód ahogyan az egyének viselkedésében bekövetkező változást aggregálni kell, hogy eljussunk a társadalmi szintű változáshoz? Egyáltalán mely szereplők viselkedése okozza a változást: a jövőbeli munkásoké, vagy a vállalkozóké, esetleg mindkettőjüké? Ezekre a kérdésekre Coleman nem talált választ Webernél.

## A mű kiadásai

### Németül
- Weber, Max: Gesammelte Aufsätze zur Religionssoziologie I (S. 1–206), Tübingen: J.C.B. Mohr 1920, 8.A 1988, ISBN 3-16-845366-8
- Weber, Max: Die protestantische Ethik und der Geist des Kapitalismus, Tübingen: J.C.B. Mohr 1934
- Weber, Max: Die Protestantische Ethik I. Eine Aufsatzsammlung, hrsg. v. Johannes Winckelmann, Hamburg: Siebenstern 1965, ab 5.A Gütersloh: GTB/Siebenstern 1979, ISBN 3-579-01433-1 [im Text als „Bd.1“]
- Weber, Max: Die Protestantische Ethik II. Kritiken und Antikritiken, hrsg. v. Johannes Winckelmann, Hamburg: Siebenstern 1968, ab 3. A Gütersloh: GTB/Siebenstern 1978, ISBN 3-579-03827-3 [im Text als „Bd.2“]
- Weber, Max: Die protestantische Ethik und der Geist des Kapitalismus, Vollständige Ausgabe. Herausgegeben und eingeleitet von Dirk Kaesler, 2. durchgeseh. Aufl. München: C.H. Beck 2006. ISBN 3-406-51133-3

### Magyarul
- A protestáns etika és a kapitalizmus szelleme; ford. Vida Sándor; Franklin, Bp., 1924 (Ember és természet)
- A protestáns etika és a kapitalizmus szelleme. Vallásszociológiai írások, ford. Gelléri András et al., utószó Lukács József, jegyz. Berényi Gábor, Budapest, Gondolat, 1982 (Társadalomtudományi könyvtár; ISSN 0324-2463), 619 o., ISBN 9632807561
- A protestáns etika és a kapitalizmus szelleme; ford. Józsa Péter, Lissauer Zoltán, Somlai Péter, jegyz. Berényi Gábor; 2. bőv. kiad.; Cserépfalvi, Bp., 1995 (A társadalomtudomány klasszikusai, ISSN 1218-7852), 271 o., ISBN 9638364580
- A protestáns etika és a kapitalizmus szelleme; ford. Ábrahám Zoltán, szerk., jegyzetek, utószó Hidas Zoltán; L'Harmattan, Budapest, 2020. (Ars Sociologica; ISSN 2063-5494), 283 o., ISBN 9789634144168